# Zofia Poznańska
Zofia Poznańska (Zosia) (ur. 8 czerwca 1906 w Łodzi, zm. 28 września 1942) – żydowska członkini radzieckiej sieci szpiegowskiej podczas II wojny światowej.

## Życiorys
Urodziła się w Łodzi, jednak będąc dzieckiem przeprowadziła się do Kalisza. Tam działała w Ha-Szomer Ha-Cair. W 1925 roku wyemigrowała do Brytyjskiego Mandatu Palestyny, gdzie była jedną z założycieli kibucu Miszmar ha-Emek. Podczas II wojny światowej była członkiem radzieckiej sieci szpiegowskiej – Czerwona Orkiestra. 13 grudnia 1941 roku została aresztowana i po dziewięciu miesiącach popełniła samobójstwo. Pomimo okrutnego śledztwa, nie załamała się i umożliwiła swoim towarzyszom dalszą działalność. Państwo Izrael odznaczyło ją pośmiertnie Orderem walki z nazizmem.